# Orotina
Orotina är en ort i Costa Rica.   Den ligger i provinsen Alajuela, i den centrala delen av landet, 50 km väster om huvudstaden San José. Orotina ligger 237 meter över havet och antalet invånare är 6 135.
Terrängen runt Orotina är kuperad österut, men västerut är den platt. Runt Orotina är det glesbefolkat, med 16 invånare per kvadratkilometer. Närmaste större samhälle är San Rafael, 17,9 km norr om Orotina. Omgivningarna runt Orotina är en mosaik av jordbruksmark och naturlig växtlighet.